# Fouilleuse
 Fouilleuse  es una población y comuna francesa, en la región de Picardía, departamento de Oise, en el distrito y cantón de Clermont.

## Demografía
| 34 | 24 | 37 | 61 | 68 | 77 |
| Para los censos de 1962 a 1999 la población legal corresponde a la población sin duplicidades (Fuente: INSEE [Consultar]) |    |    |    |    |    |